# آد وایناندس
آد وایناندس (هلندی: Ad Wijnands؛ زادهٔ ۱۰ مارس ۱۹۵۹) دوچرخه‌سوار اهل هلند است.
از باشگاه‌هایی که در آن رکاب زده‌است می‌توان به تیم دوچرخه‌سواری تی‌وی‌ام و تی‌آی-رالی اشاره کرد.